# Maria do Céu Guerra
Maria do Céu Guerra (Lisboa, 26 de mayo de 1943) es una actriz portuguesa. Ha aparecido en más de 50 películas desde 1964. Es reconocida por sus actuaciones en las películas portuguesas Portugal S.A. y Cats Don't Have Vertigo, y por su interpretación de Jacinta en la serie de televisión Jardins Proibidos.
Se destaca también por haber participado en más de cien producciones teatrales, trabajando en cerca de una docena de compañías, incluida la "Casa da Comédia", donde dio sus primeros pasos en la década de 1960. Participó en una docena de obras de teatro en el Teatro Experimental de Cascais, donde ingresó a una quincena de espectáculos para "A Barraca", en el que participó en 70 espectáculos.

## Filmografía seleccionada

### Cine
- 1973: O Mal-Amado
- 1977: Lerpar (como Maria)
- 1977: A Fuga (como esposa de Manuel)
- 1978: A Santa Aliança
- 1981: Guerra do Mirandum
- 1983: Lisboa Cultural
- 1984: Crónica dos Bons Malandros (como Adelaide Magrinha)
- 1985: Saudades para Dona Genciana (como Elvira)
- 1985: A Moura Encantada
- 1986: Azul, Azul
- 1990: Os Cornos de Cronos
- 1992: S.O.S. Stress (como Maria do Carmo)
- 1994: A Estrela (como madre de Pedro)
- 1998: O Anjo da Guarda (como Helena)
- 2003: Portugal S.A. (como madre de Jacinto)
- 2014: Os Gatos não Têm Vertigens (como Rosa)
- 2016: Bastien (como Angustina)

### Televisión
- 1967: Riso e Ritmo
- 1979: Entre Marido e Mulher
- 1980: Retalhos da Vida de um Médico (como Ana Maria)
- 1983: Casino Oceano [película para TV]
- 1983: Impossível Evasão [película para TV]
- 1985: Em Lisboa... Uma Vez ("Só Acontece aos Outros", película para TV)
- 1987: A Vida ao Pé de Nós ("Muito Tarde para Ficar Só")
- 1989: Esta Noite Sonhei com Brueghel (como Constança)
- 1992: Mau Tempo no Canal (como Catarina Clark)
- 1999-2002: Residencial Tejo (como Seição)
- 2009: Anthero - O Palácio da Ventura [película para TV]
- 2011-2012: Velhos Amigos (como Maria)
- 2014: Jardins Proibidos (como Jacinta)
- 2015: O Livreiro de Santiago [película para TV]
- 2016-2017: A Impostora (como Lucrécia Alves)
- 2017: A Família Ventura (como Júlia)
- 2018: Clarabóia (como Amélia) [película para TV]